# Jack Holt
Charles John Holt, Jr. (31 de mayo de 1888 – 18 de enero de 1951), más conocido como Jack Holt, fue un actor cinematográfico estadounidense.

## Biografía
Su verdadero nombre era Charles John Holt, y nació en Nueva York. Fue uno de los principales actores de la época del cine mudo e inicios del sonoro, sobre todo en películas del género western. Aunque era nativo de Nueva York, Holt a menudo decía haber nacido en Winchester, Virginia, donde creció. Acudió a la Trinity School en Manhattan, y después al Virginia Military Institute, del cual fue expulsado por mala conducta. Olvidadas sus vagas esperanzas de llegar a ser abogado, se lanzó a la carretera, y se dedicó a numerosas ocupaciones. Trabajó en una mina de oro en Alaska, trabajó en el ferrocarril, fue cartero, guio ganado, y actuó en pequeños papeles para producciones teatrales itinerantes. Mientras buscaba trabajo en San Francisco, California, en 1914, se ofreció a montar a caballo en una escena peligrosa de una película rodada en San Rafael. Como agradecimiento, el director le dio un papel en el film. Holt siguió a los cineastas hasta Hollywood y comenzó a conseguir pequeños papeles y trabajos de especialista en los numerosos western que se rodaban allí. Impresionó favorablemente a los compañeros de la Universal Pictures, entre ellos Francis Ford y su hermano John Ford, además de Grace Cunard. Holt pronto actuó en papeles secundarios para sus películas, y posteriormente brilló en los seriales cinematográficos.
Estuvo casado con Margaret Woods desde 1916 hasta la fecha de su muerte, en 1951, a causa de un infarto de miocardio en Los Ángeles, California. Holt está enterrado en el Cementerio Nacional de Los Ángeles. Su hijo Tim y su hija Jennifer tuvieron ambos una exitosa carrera como actores cinematográficos.
Por su contribución a la industria cinematográfica, Jack Holt tiene una estrella en el Paseo de la Fama de Hollywood, en el 6313-1/2 de Hollywood Boulevard.

## Filmografía parcial
- The Little American (La pequeña heroína) (1917)
- Cheating Cheaters (Burladores burlados) (1918)
- Midsummer Madness (Locura, imprudencia y abandono) (1920)
- The Thundering Herd (La horda maldita) (1925)
- Dirigible (1931)
- The Defense Rests (Hombres de acero) (1934)
- San Francisco (1936)
- Cat People (La mujer pantera) (1942)
- The Treasure of the Sierra Madre (El tesoro de Sierra Madre) (1947)
- Task Force (Puente de mando) (1949)